# 库希诺农村居民点
库希诺农村居民点（俄语：Кущинское сельское поселение）是俄罗斯联邦别尔哥罗德州阿列克谢耶夫卡区所属的一个农村居民点。其下辖有6个居民点，行政中心为库希诺。据2016年统计，该农村居民点的人口为1525人。